# 日本平 (小惑星)
日本平(2880 Nihondaira)は、1983年2月8日に関勉が高知県芸西村で発見した小惑星である。静岡市にある有度丘陵の別名である日本平にちなんで命名された。